# Distributionsvolym
Skenbar distributionsvolym är ett farmakokinetiskt begrepp som syftar på den hypotetiska volym ett läkemedel upptar efter att det administrerats oralt eller på annat sätt, samt sedan jämvikt av läkemedlet mellan vävnader och plasma inställt sig. Distributionsvolymen beror på läkemedlets polaritet respektive lipofilicitet. Matematiskt definieras skenbar distributionsvolym som:
{\displaystyle V_{D}={\frac {m}{C_{p}}}}
Där {\displaystyle m} är massan läkemedel som administrerats och {\displaystyle C_{p}} är plasmakoncentrationen av läkemedlet vid jämvikt. Ett fettlösligt läkemedel ger en större distributionsvolym, medan mer vattenlösliga läkemedel ger en högre plasmakoncentration och därmed minskar distributionsvolymen.
Hög distributionsvolym kan således sägas spegla en hög distribution av läkemedlet från plasma till övrig vävnad. Detta inses genom att kvoten {\displaystyle V_{D}} blir hög då plasmakoncentrationen {\displaystyle C_{p}} är låg vid en given massa läkemedel, {\displaystyle m}. 